# SeaQuest DSV
SeaQuest DSV var en amerikansk tv-serie, skabt af Rockne S. O'Bannon. Serien kørte fra 1993 til 1996. 
Serien udspillede sig i en nær fremtid på ubåden seaQuest DSV 4600. Den nu afdøde skuespiller Jonathan Brandis, var den eneste der medvirkede i samtlige afsnit.